# Cao Thắng (phường)
Cao Thắng là một phường cũ thuộc thành phố Hạ Long, tỉnh Quảng Ninh, Việt Nam.
Phường Cao Thắng có diện tích 2,47 km², dân số năm 1999 là 13268 người, mật độ dân số đạt 5372 người/km².